# Lê Hữu Kiều (nhà Hậu Lê)
Lê Hữu Kiều (黎有喬, 1691-1760) là đại thần nhà Lê trung hưng trong lịch sử Việt Nam.

## Thân thế
Lê Hữu Kiều người làng Liêu Xá, huyện Đường Hào, nay là xã Liêu Xá, huyện Yên Mỹ, tỉnh Hưng Yên.
Cha Lê Hữu Kiều là Lê Hữu Danh (1642 - ?), đỗ đệ nhị giáp tiến sĩ xuất thân (Hoàng giáp) năm 1670, làm tới chức Hiến sát Sơn Tây. Lê Hữu Danh tính tình nhân từ rộng rãi không cạnh tranh với ai nên được mọi người gọi là Phật sống. Lê Hữu Kiều là con út (thứ 10) của Lê Hữu Danh.

## Sự nghiệp
Năm 18 tuổi (1708), Lê Hữu Kiều cùng anh là Lê Hữu Mưu cùng đỗ Hương giải. Năm 1715 ông đỗ khoa Hoành từ, được bổ làm quan văn ở kinh thành Thăng Long. Năm 1718, ông đỗ đệ tam giáp đồng tiến sĩ xuất thân khoa Mậu Tuất, được thăng làm Giám sát ở Thanh Hoa, quyền Hiến sát Kinh Bắc, tham dự việc trấn Thái Nguyên, Cao Bằng và Phó đô ngự sử.
Năm 1737, ông được thăng làm thừa chỉ, rồi Hữu thị lang bộ Công. Cùng năm ông làm phó sứ trong đoàn đi sứ Trung Quốc cống nhà Thanh. Khi về, Lê Hữu Kiều được phong làm Tả thị lang bộ Công, tước Liêu Đình bá.
Năm 1740, ông vào phủ chúa Trịnh làm Bồi tụng, thăng chức Đô đài, rồi sau đó được phong tước Liêu Đình hầu.
Năm 1742 ông được thăng làm Thượng thư bộ Công. Năm đó ông lại ra làm Lưu thủ Thanh Hóa, rồi cùng Hà Tông Huân đi thị sát các quan lại và dân tình, xem xét việc phòng thủ của các đạo trước những cuộc nổi dậy của nông dân Đàng Ngoài.
Năm 1743, Lê Hữu Kiều lại trở về kinh làm Tham tụng. Ông kiến nghị với chúa Trịnh Doanh rằng kỷ luật quân lính sơ sài, xin cấp thêm quân và quan cho mặt trận và đặt chức võ quan tuần phủ. Trịnh Doanh làm theo đề nghị của ông.
Năm 1744, ông đi làm Đốc trấn Thái Nguyên. Năm 1746, Lê Hữu Kiều làm Tham tri Nghệ An. Năm 1747, ông lại được triệu về kinh lo việc giải quyết đơn từ kiện tụng.
Năm 1748, ông được thăng làm Thượng thư bộ Lễ. Năm 1749, ông lại làm Tham tụng, quyền hành như Tể tướng trong triều.
Năm 1752, ông được thăng làm Thượng thư bộ Binh. Năm 1754, ông vào giảng bài trong điện Kinh diên.
Năm 1755, ông nghỉ hưu khi đã 65 tuổi. Lê Hữu Kiều được vua Lê Hiển Tông ban cho câu đối vào lá cờ thêu:
Tại triều tại quận kiêm văn vũ
Vu quốc vu gia hiếu tố trung
Nghĩa là:
Khi ở triều, khi tại quận, tài kiêm văn võ
Với nước với nhà lấy hiếu làm trung
Ốc ưu quốc sủng cung tam mệnh
Thanh bạch gia phong mỹ tứ tri
Nghĩa là:
Ơn nước dồi dào được làm Tể tướng 3 lần
Nếp nhà thanh bạch như Dương Chấn.
Lê Hữu Kiều làm quan cho nhà Lê trung hưng hơn 50 năm, dưới 5 đời vua (Lê Dụ Tông, Lê Duy Phường, Lê Thuần Tông, Lê Ý Tông và Lê Hiển Tông) và 4 đời chúa (Trịnh Căn, Trịnh Cương, Trịnh Giang và Trịnh Doanh). Ông mất năm 1760, thọ 70 tuổi, được truy tặng làm Thiếu phó, tước Liêu quận công.

## Gia đình
Các anh em của Lê Hữu Kiều cũng có những người đỗ đạt cao. Người anh thứ 6 là Lê Hữu Hỷ (1674 - ?) năm 27 tuổi thi một lần trúng ngay đệ tam giáp đồng tiến sĩ xuất thân năm 1700, người anh thứ 9 là Lê Hữu Mưu (1675 - ?) năm 36 tuổi cũng thi một lần đỗ ngay đệ tam giáp đồng tiến sĩ xuất thân năm 1710.
Người con thứ 6 của Lê Hữu Kiều là Lê Hữu Dung (1745 - ?) đỗ đệ tam giáp đồng tiến sĩ xuất thân năm 1775 khi 31 tuổi; người cháu họ là Lê Trọng Tín (1722 - ?, con Lê Hữu Mưu) đỗ đệ tam giáp đồng tiến sĩ xuất thân năm 1748 khi 27 tuổi.
Danh y Lê Hữu Trác (1720 - 1791, con Lê Hữu Mưu) là cháu gọi ông bằng chú.